# Oberlerbacher Mühle

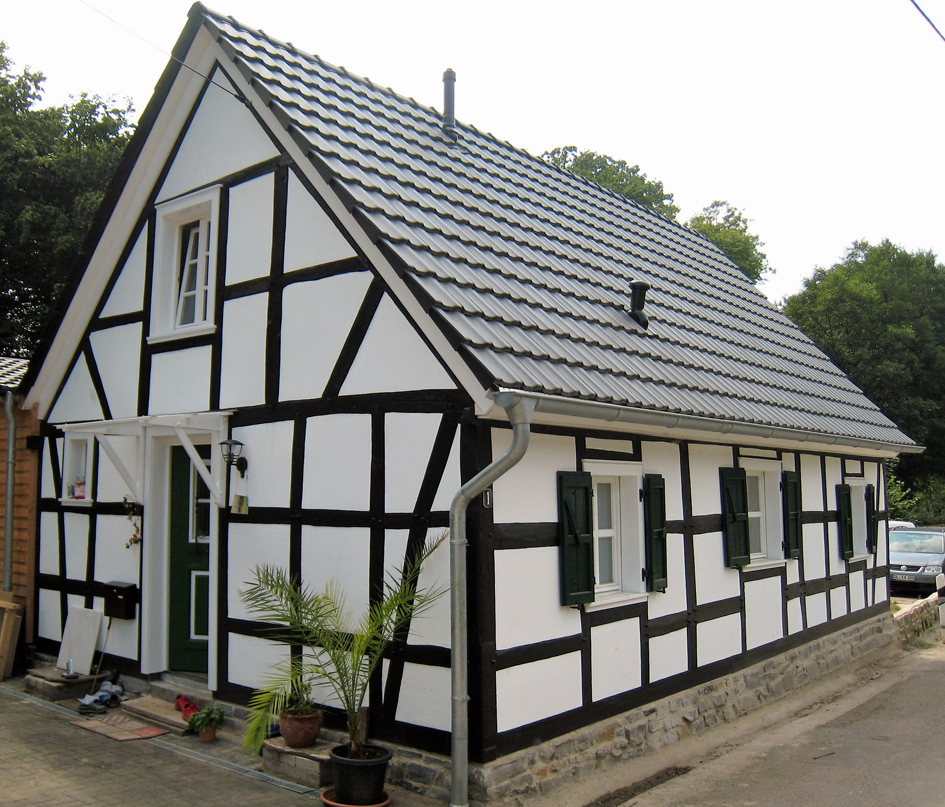
Ehem. Oberlerbacher Mühle 2016

Die Oberlerbacher Mühle (auch Lerbacher Mühle) ist eine ehemalige Wassermühle, die 1804 in Oberlerbach im heutigen Stadtteil Sand von Bergisch Gladbach errichtet wurde und bis etwa 1890 in Betrieb war.

## Gebäudebeschreibung
Das Gebäude bestand zunächst aus einem massiven gemauerten Keller und zwei eingeschossigen, wohl nacheinander errichteten parallelen Baukörpern mit Satteldach in Holzfachwerk-Bauweise. Die Getreidemühle besaß ein oberschlächtiges Wasserrad, das vom Lerbach angetrieben wurde.

## Geschichte
Nach Stilllegung wurde der Bau als Wohnhaus genutzt und 1985 in die Liste der Baudenkmäler in Bergisch Gladbach unter Nr. 80 eingetragen. Die Mühlentechnik ging im Laufe der Zeit verloren. Im Frühjahr 2015 erfolgte eine Sanierung durch die Architekten Bousset & Duda. Hierbei wurde der ältere der beiden parallelen Hausteile entkernt, der jüngere vollständig abgebrochen. Seit Mai 2016 sind die Restaurierungsarbeiten abgeschlossen.